# Mesosemia hypermegala
Mesosemia hypermegala is een vlindersoort uit de familie van de prachtvlinders (Riodinidae), onderfamilie Riodininae.
Mesosemia hypermegala werd in 1909 beschreven door Stichel.